# 辛恩·麥馬漢

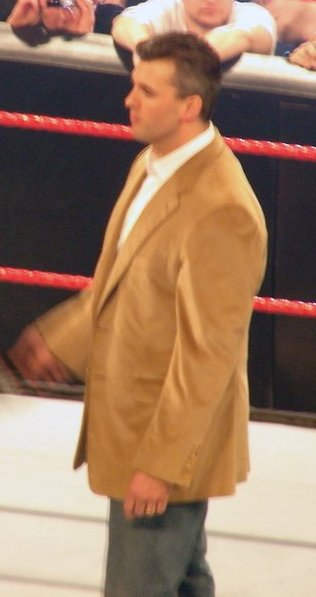
辛恩·麥馬漢

辛恩·麥馬漢（英語：Shane McMahon，1970年1月15日—），全名辛恩·布蘭登·麥馬漢（英語：Shane Brandon McMahon），是世界摔角娛樂（WWE）全球媒體執行副董事長，也同時參與了世界摔角娛樂節目WWE Raw的演出，其父為世界摔角娛樂總裁兼首席執行長文斯·麥馬漢，他與妹妹史蒂芬妮·麥馬漢分別擔任公司要職。而世界摔角娛樂明星Triple H是他的妹夫。目前他負責業務包括：世界摔角娛樂國際節目的播映、數位媒體、週邊商品。此外他有時也會加入世界摔角娛樂創意團隊，參與劇情的編寫。
由於劇情的因素，尚恩·麥馬漢獲得過1次WWE歐洲冠軍、1次WWE硬蕊冠軍和1次WWE SmackDown雙打冠軍。辛恩·麥馬漢是麥馬漢家族第4代，與妻子瑪麗莎·瑪佐拉（Marissa Mazzola）育有3個小孩。

## 外部連結
- Online World of Wrestling 上的簡介 （页面存档备份，存于）
- 辛恩·麥馬漢在互联网电影资料库（IMDb）上的資料（英文）
- WWE官網上的簡介 （页面存档备份，存于）
- 官方後援會